# Sandy Denny
Sandy Denny, geboren als Alexandra Elene McLean Denny (Wimbledon (Londen), 6 januari 1947 - aldaar, 21 april 1978) was een Engelse zangeres. Ze werd bekend als lid van Fairport Convention, een folkrockband die eind jaren '60 en begin jaren '70 furore maakte onder leiding van Richard Thompson.

## Biografie
Denny studeerde voor verpleegkundige, maar ging zich serieus met muziek bezighouden na een ontmoeting met de toen nog onbekende Simon and Garfunkel. Na een album met akoestische nummers te hebben opgenomen, dat pas in 1978 werd uitgebracht, werd ze in 1967 lid van de band The Strawbs, waarvan hetzelfde jaar het album Sandy Denny & the Strawbs verscheen. Een nummer van dit album, Who Knows Where the Time Goes?, werd in 1968 in de uitvoering van Judy Collins een grote hit. Denny's verblijf bij The Strawbs was van korte duur, want al in 1968 werd haar gevraagd Judy Dyble te vervangen in Fairport Convention. Haar komst veranderde het geluid van die band in belangrijke mate. De voorheen sterk op de Amerikaanse folk gerichte groep sloeg nu een meer Brits/Keltisch klinkende richting in.
Op de albums What we did on our holidays, Unhalfbricking en  Liege and Lief, alle uit 1969, speelde Denny een grote rol als zangeres, terwijl enkele van de beste nummers ook door haar werden geschreven. Reeds in 1970 verliet ze Fairport Convention en richtte ze de band Fotheringay op, die één album opnam. In Fotheringay speelde ook haar toekomstige echtgenoot Trevor Lucas. Een tweede album werd niet voltooid. In de jaren zeventig nam Denny vier soloalbums op van wisselende kwaliteit, waarvan de tweede, “Sandy” geheten, over het algemeen als beste wordt beschouwd, en Rendez-vous, de vierde, als minst geslaagde. Ook zong ze een duet met Robert Plant op het Led Zeppelin IV-album uit 1971, "The Battle of Evermore", dat heel nadrukkelijk de folk-kant van Led Zeppelin belicht. In 1973 keerde ze terug bij Fairport Convention en ging met de band op wereldtournee, wat resulteerde in het livealbum Live Convention. In 1975 volgde het album Rising for the Moon, waarna ze de band weer verliet.
Sandy's laatste van haar vier soloalbums, het wat overgeproduceerde Rendezvous, verscheen in 1977 en was een weinig succesvolle poging een groter publiek te bereiken. In juli van dat jaar werd ze moeder. Korte tijd daarna begon ze met haar man plannen te maken om naar Amerika te verhuizen. Zo ver kwam het niet: op 21 april 1978 overleed ze door een val van de trap. Na haar dood verschenen nog enkele cassettes en platen met niet eerder uitgebrachte opnamen, waaronder Gold Dust, een live-album van haar allerlaatste optreden op 27 november 1977.

## Discografie
- 1967 The Original Sandy Denny
- 1967 Sandy Denny and the Strawbs
- 1969 Fairport Convention: What We Did on Our Holidays
- 1969 Fairport Convention: Unhalfbricking
- 1969 Fairport Convention: Liege and Lief
- 1970 Fotheringay: Fotheringay
- 1971 The North Star Grassman and the Ravens
- 1972 The Bunch: Rock On
- 1972 Sandy
- 1974 Like an Old Fashioned Waltz
- 1975 Fairport Convention: Rising for the Moon
- 1977 Rendezvous
- 1985 Who Knows Where The Time Goes? (compilatie: 3 cd's met bekende songs en niet eerder uitgebracht werk, incl. fotoboek; HNCD 5301)
- 1998 Gold Dust
- 2016 I've Always Kept A Unicorn. The Acoustic Sandy Denny (compilatie: 2 cd's met akoestische uitvoeringen van bekend en minder bekend werk en demo materiaal)

## Prijzen
In 2007 koos het Engelse publiek het nummer Who knows where the time goes, in de uitvoering op Unhalfbricking, tot beste folksong aller tijden (BBC Radio 2 Folk Awards).
- Bibliothèque nationale de France: cb140420121 (data)
- Gemeinsame Normdatei: 124211127
- International Standard Name Identifier: 0000 0000 5518 7870
- Library of Congress Control Number: n91069505
- MusicBrainz: 08d86aab-8e58-4d9f-90e4-cfc3d2f0b867
- Nationale Bibliotheek van Tsjechië: xx0180215
- Nationale Bibliotheek van Israël: 987007365988305171
- Nederlandse Thesaurus van Auteursnamen: 072445890
- Istituto Centrale per il Catalogo Unico: MODV549203
- Virtual International Authority File: 60010585
- WorldCat: E39PBJvhjYgJbdWYH4PXdHDyVC